# 팸 페리스
팸 페리스(Pam Ferris, 1948년 5월 11일 ~ )는 독일 태생의 영국 웨일스의 배우이다.

## 출연 작품

### 영화
- 마틸다 - 미스 아가타 트런치불 역
- 에델과 어니스트 - 미세스 베넷 / 베티 아줌마 역
- 홈즈 앤 왓슨
- 해리포터와 아즈카반의 죄수 - 마지 더즐리 역

### 드라마
- 콜 더 미드와이프 5 (BBC one, 8부작)